# Wegkapelletje van Berg en Bosch
Het wegkapelletje van sanatorium Berg en Bosch is een rijksmonument aan de Professor Bronkhorstlaan 10 in Bilthoven in de Nederlandse provincie Utrecht.
Het wegkapelletje staat aan de linkerzijde van de kapel van Berg en Bosch. Het toont een altaar met piëta, een beeld van Maria met het lichaam van de dode Christus op haar schoot. Het beeld werd gemaakt door beeldhouwer Piet Jungblut. Het wegkapelletje is opgetrokken uit gele (sintel)steen. Het is gedekt met rode Hollandse pannen, op de nok staat een piron. Vóór het beeld is een gemetselde plantenbak. Het wegkapelletje en beeld stammen uit de periode 1945-1947. Door de samenhang met de andere bebouwing van Berg en Bosch werd de vrij nieuwe kapel aangewezen als rijksmonument. 